# Bernard Aubertin
Pour les articles homonymes, voir Aubertin.
 (juin 2012).
Si vous disposez d'ouvrages ou d'articles de référence ou si vous connaissez des sites web de qualité traitant du thème abordé ici, merci de compléter l'article en donnant les références utiles à sa vérifiabilité et en les liant à la section « Notes et références ».
Bernard Aubertin, né le 29 juillet 1934 à Fontenay-aux-Roses en France et mort le 31 août 2015 à Reutlingen en Allemagne, est un artiste plasticien français.

## Biographie
Bernard Aubertin est né le 29 juillet 1934 à Fontenay-aux-Roses.
Proche d'Yves Klein à partir de 1957, il entreprend dès 1960 sa série la plus emblématique, les Tableaux clous puis, en 1961, ses Tableaux feu. Il rejoint alors le groupe ZERO (art), fondé quatre ans plus tôt à Düsseldorf par Heinz Mack et Otto Piene pour faire table rase de toute forme de création antérieure et élaborer une situation nouvelle, en harmonie avec les éléments physiques et naturels. D'une grande force visuelle et d'un impact psychique puissant, l'œuvre d'Aubertin est restée depuis lors fidèle à l'exploration des possibilités dynamiques du rouge et du feu, même s'il s'aventure parfois du côté de l'or, du blanc, et du noir.

## Liste de ses expositions personnelles
- 100x Aubertin Konsequenzen einer ausstellung, Stiftung für konkrete kunst, Reutlingen, Allemagne, 1995[4].
- 75 x Aubertin Werke 1958-2008, Stiftung für konkrete kunst, Reutlingen, Allemagne, 2009.
- Aubertin: Die Reise nach Rom/Le voyage à Rome, Stiftung für konkrete kunst, Reutlingen, Allemagne, 2005.
- Aubertin Actuel, Stiftung für konkrete kunst, Reutlingen, Allemagne, 2001.
- Aubertin Bernard : Le rouge. retrospective, Stiftung für konkrete kunst, Reutlingen, Allemagne, 1993.
- Bernard Aubertin, Leeahn Gallery, Séoul, 2016.
- Bernard Aubertin : Blanc libre, Stiftung für konkrete kunst, Reutlingen, Allemagne, 2004.
- Bernard Aubertin : Le rouge total, Galleria CIDAC Arte, Brescia, Italie, 2006.
- Bernard Aubertin : Opere, Associazzione culturale Area, Brescia, Italie, 2001-2002.
- Bernard Aubertin : Peintures monochromes, galerie Jean Brolly, Paris, 2006.
- Bernard Aubertin : Picard de Gennes, galerie Arlette Gimaray, Paris, 2003.
- Bernard Aubertin : Von ZERO bis heute, Galerie Heinz Holtmann , Cologne, 2015.
- Bernard Aubertin : Works from 1958-1989, The Mayor Gallery, Londres, 2012.
- Bernard Aubertin Dokumentarisch, Stiftung für konkrete kunst, Reutlingen, Allemagne, 1997.
- Bernard Aubertin et Bernard Rancillac : de rouge à rouge, galerie Jean Brolly, Paris, 2015.
- Bernard Aubertin Le feu et le rouge, Ludwig Museum im Deutschherrenhaus, Koblenz, Allemagne, 1997.
- Bernard Aubertin und Zeitgenossen, galerie Maulberger, Munich, 2014.
- Bon anniversaire Bernard !, galerie Jean Brolly, Paris, 2014.
- Centre National d'Art contemporain, Paris, 1972.
- Das quadrat in der sammlung, Stiftung für konkrete kunst, Reutlingen, Allemagne, 2009.
- Galleria Banco, Brescia, Italie, 1974.
- Galleria dei Mille, Bergame, Italie, 1974.
- Galleria Delta, Salerno, Italie, 1974.
- Galerie 2, Stuttgart, Allemagne, 1974.
- Galerie 44, Kaarst by Dusseldorf, Allemagne, 1978.
- Galerie Beatrix Wilhelm, Stuttgart, Allemagne, 1987.
- Galerie Charley Chevalier, Paris, 1986.
- Galerie Durhammer, Frankfurt am Main, Franckfort, Allemagne, 1998.
- Galerie Gilbert Brownstone & Cie, Paris, 1988.
- Galerie Gilbert Brownstone & Cie, Paris, 1990.
- Galerie Gudrun Spielvogel, Munich, Allemagne, 1994.
- Galleria Il Canale, Venise, Italie, 1975.
- Galleria Il Punto, Turin, Italie, 1975.
- Galerie J&J Donguy, Paris, 1983.
- Galerie Jousse Seguin, Paris, 1990.
- Galerie Jousse Seguin, Paris, 1993.
- Galerie Konstruktiv Tendens, Stockholm, Suède, 2001.
- Galerie M.E. Thelen, Essen, Allemagne, 1967.
- Galeria Oscar Ascanio, Caracas, Venezuela, 1989.
- Galleria Rebus, Florence, Italie, 1977.
- Galerie Riquelme, Paris, 1968.
- Galerie Salo, Salo, Finlande, 1974.
- Galerie Schoeller, Düsseldorf, Allemagne, 1989.
- Galerie Schoeller, Düsseldorf, Allemagne, 1996.
- Galerie Schoeller, Düsseldorf, Allemagne, 2002-2003.
- Galerie Seebacher, Bludenz-Nuziders, Vorarlberg, Autriche, 1973-1974.
- Galerie Senatore, Stuttgart, Allemagne, 1969.
- Galerie Toni Brechbuhl, Grenchen, Suisse, 1973.
- Galerie Toni Brechbuhl, Grenchen, Suisse, 1983.
- Galerie Ursula Richter, Frankfurt am Main, Francfort, Allemagne, 1971.
- Galleria Vinciano, Milan, Italie, 1990.
- Galerie von Braunbehrens, Munich, Allemagne, 1991-1992.
- Galerie Wack, Kaiserslautern, Allemagne, 1991.
- Galerie Wack, Kaiserslautern, Allemagne, 2000.
- Galerie Weiller, Paris, 1964.
- Galerie Weiller, Paris, 1967.
- Galerie Weiller, Paris, 1979.
- Galerie Wulfengasse 14, Klagenfurt, Autriche, 1962.
- In Memoriam – Hommage à Bernard Aubertin (1934-2015), galerie Jean Brolly, Paris, 2017[5].
- Institut français de Cologne, Paris, 1996.
- Kleine Galerie, Francfort, Allemagne, 1968.
- Kunsthaus Schaller, Stuttgart, Allemagne, 1991.
- L'ancien et le nouveau rouge. Bernard Aubertin, Stiftung für konkrete kunst, Reutlingen, Allemagne, 1998.
- La nature des choses, Mamac, Nice, 2013[6].
- Le Feu de la couleur. Hommage à Aubertin accompagné de ses amis du Mouvement Zéro, Espace de l'art concret, Mouans-Sartoux, France, 1994.
- Livres brûlés, Galerie Jean Brolly, Paris, 2012.
- Maison des Quatre vents, Paris, 1968.
- Musée de l'Abbaye Sainte-Croix des Sables-d'Olonne, France, 1973.
- Palazzetto dello sport, Abano Terme, Italie, 1978.
- RED : The Estate of Bernard Aubertin, De Buck gallery, New York, 2016.
- Rouge, galerie Jean Brolly, Paris, 2012.
- Studio Brescia, Brescia, Italie, 1974.
- Studio Brescia, Brescia, Italie, 1975.
- Studio F22, Palazzolo by Brescia, Brescia, Italie, 1974.
- Studio Firenze, Florence, Italie, 1974.
- Tableaux feu et monochromes, galerie Jean Brolly, Paris, 2010.
- Tout feu tout flamme, Tornabuoni Art, Paris, 2012[7].
- Tout rouge Bernard Aubertin. Zum 65. Geburtstag, Stiftung für konkrete kunst, Reutlingen, Allemagne, 1999.
- Trous de clou, Stiftung für konkrete kunst, Reutlingen, Allemagne, 1988.
- Zéro Paris-Düsseldorf, Passage de Retz, Paris, 2013[8].

## Expositions collectives
- 10 ans Centre d'art contemporain Bouvet Ladubay, Saumur, France, 2001[4].
- 30 jahre kunst-beispiele aus der sammlung der Kreissparkasse, Kreissparkasse Reutlingen, Reutlingen, Allemagne, 2000.
- Antiantianti  LOG, Bergamo (Italie), 2010.
- Art concret, Espace de l'art concret, château de Mouans-Sartoux, France, 2000.
- Austellung Zero. Internationale Kunstler Avant-garde der 50cr/60cr jahre, Museum Kunst Palast Kulturzentrum, Ehrenhof, Düsseldorf, Allemagne, 2006.
- Autour du groupe Zéro hier et aujourd'hui. Une œuvre majeure du travail de Bernard Aubertin : performance « pyromaniaque Espace de l'art concret, donation Albers-Honegger, château de Mouans-Sartoux, France, 2005-2006.
- Biancorosso il rosso Associazione culturale Area, Brescia, Italie, 2001.
- Bricolage ?, œuvres de la collection du FRAC Bourgogne, musée des beaux-arts, Dijon, France, 2000-2001.
- Carte blanche à la Galerie Jean Brolly, École des Beaux-arts de Rennes (France), 2009.
- Cobra tot Zero, coll. Roetgering, in Museum Flehite en Mondriaanhuis in Amersfoort, 2016.
- Collègues à Paris : Aubertin, Breuer, Cruz-Diez, Erb, Nemours, Galerie Wack, Kaiserslautern, Allemagne, 2003.
- Couleur visions Chapelle Saint-Anne, Espace culturel de La Baule, France, 2003.
- Das Quadrat in der Sammlung  Stiftung für konkrete kunst, Reutlingen, Allemagne, 2009.
- Die Hubertus Schoeller Stiftung… stets konkret, Ausstellung Verband deutscher papierfabriken, Bonn, Allemagne, 2005.
- Die Hubertus Schoeller Stiftung stets konkret, Leopold-Hoesch-Museum, Düren, Allemagne, 2004.
- Dimensions variables  (collection du Frac Bourgogne), C.A.U.E., Dijon, France, 2008.
- Ein Rückblick als stiftung. Dernière exposition de la Galerie Schoeller Düsseldorf, Allemagne, 2003.
- Einblicke in die Kunstsammlung des Landkreises Reutlingen, Kreissparkasse Reutlingen, Reutlingen, Allemagne, 2003.
- Einfach Weiß, Einfach Schwarz, Stiftung für konkrete kunst, Reutlingen, Allemagne, 2000.
- En gros et en détail/Worke von A bis Z Stiftung für konkrete kunst, Reutlingen, Allemagne, 2001-2002.
- Galeria Arte Sante, Moretto, Vicenza (Italie), 2011.
- Galleria d'Arte Kanalidarte, Brescia (Italie), 2011.
- Galleria d'Arte Resenberg, Milan (Italie), 2011.
- Hans Bischoffshausen und sein umfeld Galerie Judith Walker, Schloss Ebenau, Weizelsdorf/Rosental, Autriche, 2002.
- Il Fuoco et Il Rosso  Galeria d'Arte Rosenberg, Milan, 2010.
- Inauguration de la Donation Albers-Honegger Espace de l'art concret, Mouans-Sartoux, France, 2004.
- Ippodromo di San Siro  Milan, 2010.
- Künstler der Zero-Bewegung: Aubertin, Bartels, Castellani, Dorazio, Erb, Goepfert, Leblanc, Luther, Mack, Megert, Uecker, Simeti Galerie Wack, Kaiserslautern, Allemagne, 2006.
- La Pittura brucia  Galeria Bonioni, Reggio Emilia (Italie), 2011.
- Le feu et le rouge  Studio F22 Modern Art Gallery, Brescia (Italie), 2011.
- Livres d'art brûlés  Artantide, Verone (Italie), 2010.
- Monochromie-Reflexion-Vibration-Reduktion... Galerie Judith Walker, Weizelsdorf, Autriche, 2008.
- Museo Civico Parisi. Valle Maccagno (Italie), 2011.
- Nul=0. Neerlandse avant-garde in een internationale context 1961-1966, Stedelijk Museun Schiedam (NL), 2012.
- Piano et violon brûlés  Fondazione Berardelli, Brescia (Italie), 2010.
- Plein feux  Galerie Arlette Gimray, Paris, 2010.
- Poesia Azione e Parole  Porto di Santa Teresa di Gallura (Italie), 2010.
- Raumformat, Stiftung für konkrete kunst, Reutlingen, Allemagne, 2000-2001.
- Rood Aubertin Rouge, (with Bernard Aubertin, Leo Erb, Jan Schoonhoven), Museum Bervedere Heerenveen, Holland, 2014.
- Sacrifice  Palazzo Ducale di Arezzo (Italie), 2010.
- Seeing red, part II : Contemporary Nonobjetive Painting, Hunter College/Times Square Gallery, New York, 2003.
- Square. Die sammlung Marli Hoppe-Ritter, Museum Ritter, Waldenbuch, Allemagne, 2005-2006.
- Stets Konkret in Zusammenarbeit mit Hubertus Schoeller Galerie Lausberg, Düsseldorf, Allemagne, 2006.
- Surprise surprise (Bernard Aubertin, Michel Seuphor, Claude Viallat, Philippe Desloubières...), Galerie Greset, Besançon, 2013.
- Tableaux feu — Monochrome  Galerie Jean Brolly, Paris, 2010.
- The Brownstone Collection. Minimal to the max, The Norton Museum of Art, Palm Beach, Floride, 2003.
- Zero. Avant-garde internationale des années 1950-1960[9], Musée d'art moderne, Saint-Étienne, 2007.
- Zero Countdown to tomorrow, 1950s–60s, Guggenheim, New York, 2014.
- Zero Let us explore the stars, Stedelijk Museum, Amsterdam[10], 2015.
- Zéro Paris-Dusseldorf, Passage de Retz, Paris, 2013.
- Zero The International Art Movement of the 50s and 60s, Martin Gropius Bau, Berlin[11], 2015.